# 皮埃尔·夏尔·勒莫尼耶
皮埃尔·夏尔·勒莫尼耶（法語：Pierre Charles Le Monnier，法語發音：[pjɛʁ ʃaʁl lə mɔnje]），18世纪法国天文学家，哲学家、数学家皮埃尔·勒莫尼耶之子。勒莫尼耶于1736年成为法国皇家科学院院士，1746年起任法兰西公学院教授。